# Eustache Ier de Conflans
Eustache Ier de Conflans (né vers 1155 - † avant 1210) est le fils d'Hugues Ier de Conflans, issu d'une branche cadette de la Maison de Brienne, et de son épouse Aga, dont le nom de famille est inconnu. Il est seigneur de Conflans, d'Étoges et de Mareuil à la fin du XIIe siècle et au début du XIIIe siècle.

## Biographie

### Origines et début de carrière
Né probablement vers 1150 ou 1155, il est le fils d'Hugues Ier de Conflans, seigneur de Conflans, et de son épouse Aga ou Ada, dont le nom de famille est inconnu. Il succède à son père au décès de celui-ci vers 1165.
Il apparait dès 1169 comme témoin dans une charte du comte de Champagne Henri Ier.
Avant 1196, il épouse Marie de Pleurs, fille d'Hugues, seigneur de Pleurs, puis en 1196, il apparait comme seigneur de Pleurs du chef de sa femme dans une charte relative à l'abbaye Saint-Pierre-d'Oyes.
Il aurait ajouté à sa seigneurie de Conflans celles d'Étoges et de Mareuil.
En novembre 1199, il est présent au tournoi d'Écry donné par le comte de Champagne Thibaud III et au cours duquel le prédicateur Foulques de Neuilly prêche la quatrième croisade réclamée un an plus tôt par le pape Innocent III. Comme de nombreux seigneurs champenois et son suzerain, il décide de prendre la croix avec son frère Gui du Plessis (probablement le frère de son épouse Marie de Pleurs).
En août 1201, il est qualifié de cousin par Geoffroy V de Joinville, sénéchal de Champagne, qui lui sert de garantie dans un acte avec la comtesse Blanche de Navarre, dans lequel son épouse et son beau-frère reçoivent en son nom la somme de 500 livres que lui a légué le comte Thibaut III dans son testament.

### Le temps des guerres
En avril 1201, il accompagne Gautier III de Brienne parti en Italie afin de conquérir l'arme à la main les terres de son épouse. Il fait ainsi partie avec Robert de Joinville et Gautier de Montbéliard des chevaliers nommés parmi les compagnons du comte de Brienne par Geoffroi de Villehardouin lorsque celui-ci revient de Venise après avoir traité avec le doge le transport des troupes de la quatrième croisade vers l'Égypte et croise la petite troupe, composée d'environ soixante chevaliers et quarante sergents à cheval, au Mont-Cenis. À l'occasion de cette rencontre, Eustache et ses compagnons confirment à Geoffroi de Villehardouin qu'ils rejoindront la croisade une fois leur entreprise achevée.
La troupe quitte Rome vers la fin du mois de mai 1201 et empruntent une ancienne voie latine en direction du sud où ils visitent l'abbaye du Mont-Cassin afin de se recueillir sur la tombe de Saint Benoît. Ils prennent de nombreuses villes italiennes dont la plupart sans combattre, et remportent deux grandes victoires contre Diépold d'Acerra. Tout d'abord à Capoue le 10 juin 1201 puis à Cannes le 1er octobre 1201, malgré leur infériorité numérique. Vers le milieu de l'année 1202, estimant le territoire sécurisé pour son parent et ami, il décide de le quitter afin de pouvoir réaliser son vœu de se joindre à la quatrième croisade.
Il rejoint ainsi les croisés lors du siège de Constantinople où en 1206, selon certains historiens, il parvient à délivrer 2 000 ou 20 000 chrétiens faits prisonniers par les Bulgares, mais cette histoire est probablement romancée.
Il décèderait vers 1207 après avoir rendu de grands services au nouvel empire latin de Constantinople et est remplacé par son fils aîné, Eusatche II de Conflans.
Son nom et ses armes figurent dans la cinquième des salles des Croisades du château de Versailles.

## Mariage et enfants
Avant 1196, il épouse Marie de Pleurs, fille d'Hugues de Pleurs, dont il a au moins quatre enfants :
- Eustache II de Conflans, qui succède à son père[1].
- Marie de Conflans, qui aurait possédé en commun avec son frère et ses deux sœurs les seigneuries de Conflans et de Cheniers en 1226[3].
- Catherine de Conflans, qui aurait possédé en commun avec son frère et ses deux sœurs les seigneuries de Conflans et de Cheniers en 1226[3].
- Élisabeth de Conflans, qui aurait possédé en commun avec son frère et ses deux sœurs les seigneuries de Conflans et de Cheniers en 1226[3].

## Source
- Marie Henry d'Arbois de Jubainville, Histoire des Ducs et Comtes de Champagne, 1865.